# Barbara Stanwyck
Barbara Stanwyck ([ˈstænwɪk]; nascida Ruby Catherine Stevens; 16 de Julho de 1907 – 20 de Janeiro de 1990) foi uma atriz da era de ouro de Hollywood conhecida por sua forte e realista presença na tela e versatilidade. Ela era a favorita de diretores, incluindo Cecil B. DeMille, Fritz Lang e Frank Capra, e fez 86 filmes em 38 anos antes de se voltar para a televisão. A intérprete recebeu vários elogios, incluindo três Primetime Emmy Awards, um Globo de Ouro e foi indicada a quatro Oscars.  
Órfã aos quatro anos e parcialmente criada em lares adotivos, ela sempre esteve envolvida com o trabalho. Jacques Tourneur, um de seus diretores, afirmou: “Ela só vive para duas coisas, e ambas são trabalho". Sua estreia nos palcos aconteceu em 1923, aos 16 anos, como corista em uma apresentação das garotas Ziegfeld, e, poucos anos depois, já atuava em peças teatrais. Seu primeiro papel de destaque foi em Burlesque (1927), um sucesso que a consagrou como estrela da Broadway. Em 1929, ela fez a transição para o cinema falado. Frank Capra a escolheu para o drama romântico Ladies of Leisure (1930), iniciando uma colaboração que renderia ainda mais três filmes. A partir daí, ela conquistou novos papéis principais que elevaram sua carreira, como em Night Nurse (1931), Baby Face (1933), o polêmico The Bitter Tea of General Yen (1933) e Gambling Lady (1934). No final dos anos 1930, Stanwyck passou a assumir papéis mais maduros em comédias e dramas que conquistaram tanto o público quanto a crítica. Sua performance como protagonista em Stella Dallas (1937) lhe rendeu a primeira indicação ao Oscar de Melhor Atriz. Em 1941, ela brilhou em duas comédias malucas: Bola de Fogo, ao lado de Gary Cooper, e As Três Noites de Eva, com Henry Fonda. Bola de Fogo lhe garantiu a segunda indicação ao Oscar, enquanto o segundo viria a ser reconhecido com o tempo como um clássico da comédia, sendo sua atuação considerada uma das melhores do gênero na história do cinema americano. Outros filmes de destaque desse período incluem Remember the Night (1940), Meet John Doe (1940) e You Belong to Me (1941), que a reuniram com Cooper e Fonda, respectivamente, além de The Gay Sisters (1942) e Lady of Burlesque (1943).  
Em 1944, Stanwyck se tornou a atriz mais bem paga dos Estados Unidos. Nesse mesmo ano, recebeu sua terceira indicação ao Oscar de Melhor Atriz por sua atuação no filme noir Double Indemnity, interpretando uma esposa que convence um vendedor de seguros a assassinar seu marido. Em 1945, estrelou o clássico natalino Christmas in Connecticut, no papel de uma colunista que finge ser dona de casa, e no ano seguinte interpretou a femme fatale titular em The Strange Love of Martha Ivers. Durante o restante da década, ela protagonizou uma série de sucessos, transitando entre dramas românticos, comédias, thrillers e filmes noir. Entre os títulos desse período estão My Reputation (1946), The Two Mrs. Carrolls (1947), Sorry, Wrong Number (1948) — que lhe garantiu sua quarta e última indicação ao Oscar — e East Side, West Side (1949). No início dos anos 1950, sua carreira começou a declinar, embora ela ainda tenha tido destaque em papéis principais e coadjuvantes, como em Clash by Night (1952), Jeopardy (1953) e Executive Suite (1954). Na década de 1960, Stanwyck fez uma bem-sucedida transição para a televisão, onde conquistou três prêmios Emmy por The Barbara Stanwyck Show (1961), a série de faroeste The Big Valley (1966) e a minissérie The Thorn Birds (1983).  
Ela recebeu um Oscar honorário em 1982, o Globo de Ouro Cecil B. DeMille em 1986 e vários outros prêmios honorários vitalícios. Barbara Stanwyck foi classificada como a 11ª maior estrela feminina do cinema clássico americano pelo American Film Institute.

## Vida pregressa
Ruby Catherine Stevens nasceu em 16 de julho de 1907, no Brooklyn, Nova York. Ela foi a quinta e mais nova filha de Kathryn Ann "Kitty" (nascida McPhee) e Byron E. Stevens. As famílias de ambos os pais estavam na América do Norte desde a década de 1740. Byron tem antepassados ingleses e seu pai era natural de Lanesville no Massachusetts sendo um importante proprietário de terras. Ele pretendia se tornar advogado, mas abandonou a faculdade em favor do trabalho após a morte de seu pai, eventualmente tornando-se pedreiro. A mãe de Stanwyck, Kitty, era uma imigrante canadense de ascendência escocesa-irlandesa vindo de Sydney, Nova Escócia. Os pais da atriz se conheceram quando Kitty estava visitando a família em Boston.
Stanwyck tinha três irmãs mais velhas, Laura Mildred (chamada Millie, n. 1886), Viola Maud (n. 1889) e Mabel (n. 1890), e um irmão mais velho, Malcolm Byron (n. 1905). A família havia se mudado da Nova Inglaterra para Flatbush no Brooklyn, um ano antes do nascimento de Stanwyck, em busca de melhores oportunidades de trabalho para o patriarca. Em julho de 1911, quando a artista tinha quatro anos, e seu irmão de seis estavam andando de bonde com a mãe, um passageiro bêbado caiu e empurrou ela para fora do veículo. Kitty Stevens estava grávida na época, e o acidente induziu o parto prematuro, o que causou sepse fatal. O alcoolismo de Byron Stevens piorou após a morte de sua esposa e ele deixou a família logo depois, acabando por fazer parte da equipe de escavação do Canal do Panamá em 1912, morrendo lá alguns anos depois de uma epidemia.
As irmãs de Stanwyck já eram adultas quando sua mãe morreu, mas embora permanecessem intimamente envolvidas na vida de seus irmãos mais novos, não podiam cuidar deles em tempo integral. Nos anos que se seguiram à desintegração de sua família, ela e seu irmão viveram em uma série de lares adotivos não oficiais (principalmente amigos da família) em Flatbush. Como os lares adotivos só podiam acomodar uma criança por vez, os irmãos foram separados, o que lhes causou sofrimento adicional. Por volta de 1919, Stanwyck e seu irmão foram morar com sua irmã mais velha, Viola Maud, e sua família.
Stanwyck estudou na Public School 152 no Brooklyn a qual odiava frequentar e com exceção de literatura, e geralmente tirava notas baixas. Neste período, era intimidada e costumava brigar com os outros alunos. Por fim, começou a sonhar em entrar para o show business ainda na infância. Sua irmã Millie havia se tornado uma dançarina de vaudeville de sucesso e a levava em suas turnês de verão. Ela também idolatrava a estrela de cinema Pearl White cujo seriado The Perils of Pauline (1914) era popular na época. Na adolescência, Stanwyck começou a se apresentar em teatro amador e em shows em cinemas em Flatbush.
Depois de se formar no PS 152, ela decidiu não frequentar o ensino médio. A partir dos 14 anos, assumiu uma série de cargos de atendimento ao cliente e de secretária, o que lhe permitiu ganhar independência financeira enquanto perseguia seu objetivo de se tornar uma dançarina famosa.

## Carreira

### A garota Ziegfeld e o sucesso na Broadway

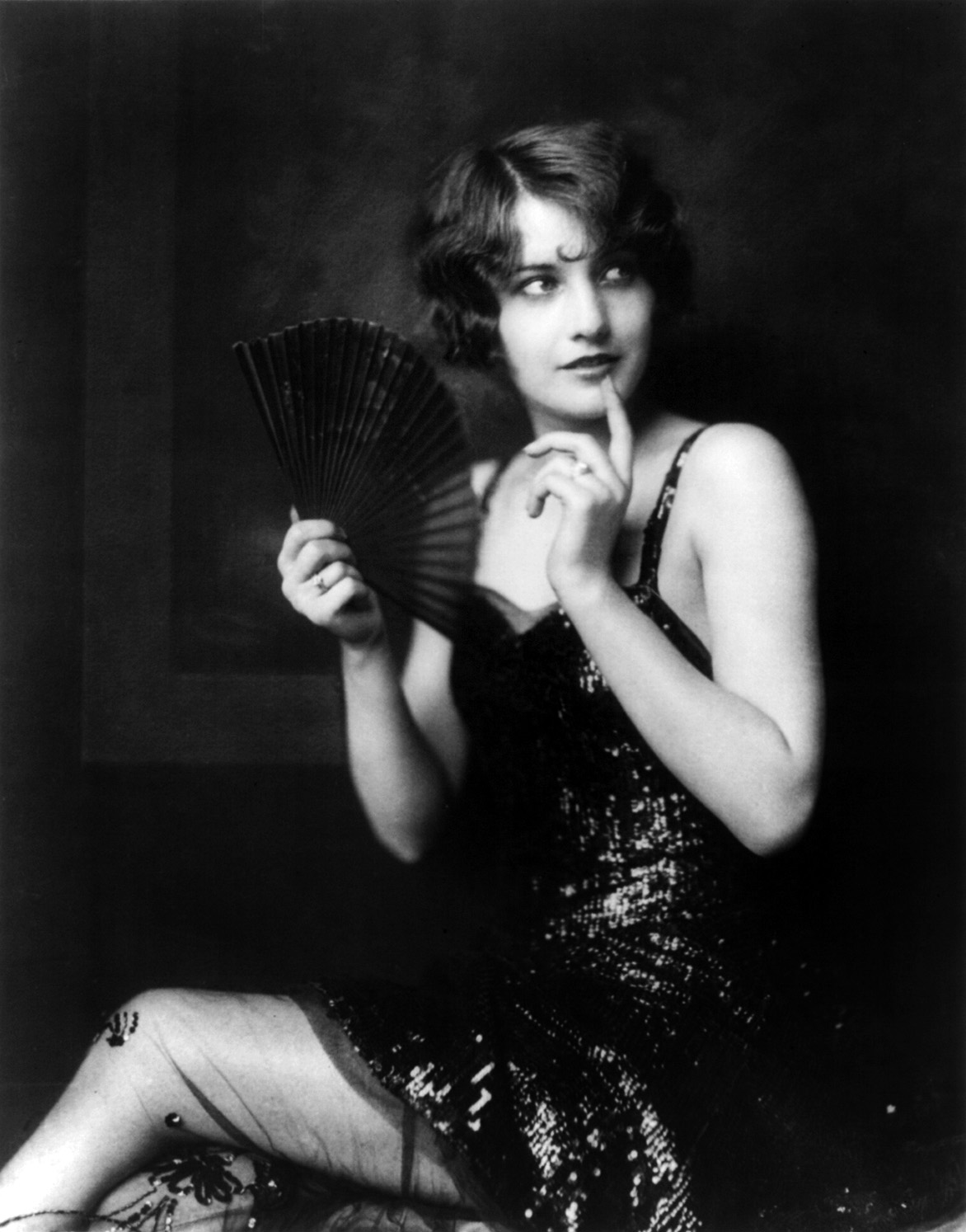
Stanwyck no traje de garota Ziegfeld em uma fotografia de 1924 tirada por Alfred Cheney Johnston

Em 1923, alguns meses antes de seu aniversário de 16 anos, Stanwyck fez um teste para uma vaga no coro do Strand Roof numa boate sobre o Strand Theatre na Times Square. Poucos meses depois, ela conseguiu um emprego como dançarina nas temporadas de 1922 e 1923 do Ziegfeld Follies dançando no Teatro New Amsterdam. Pelos próximos anos, trabalhou como corista, se apresentando da meia-noite às sete da manhã em casas noturnas de propriedade da Texas Guinan ocasionalmente servindo como instrutora de dança em um bar clandestino para gays e lésbicas. Um de seus bons amigos durante aqueles anos foi o pianista Oscar Levant que a descreveu como sendo "cautelosa com [pessoas] sofisticadas e falsas".
Billy LaHiff, que era dono de um pub popular frequentado por pessoas do show business, apresentou Stanwyck em 1926 ao empresário Willard Mack que estava escalando o elenco de sua peça The Noose. Ela conseguiu o papel de corista mas inicialmente encenação não foi um sucesso e num esforço para melhorá-lo, Mack decidiu expandir o papel de Stanwyck para incluir mais pathos. The Noose reabriu em outubro de 1926 e se tornou uma das peças de maior sucesso da temporada, em cartaz na Broadway por nove meses e 198 apresentações. Por sugestão de David Belasco, Stanwyck mudou seu nome para Barbara Stanwyck combinando o primeiro nome da personagem-título da peça - Barbara Frietchie - com o sobrenome da atriz da peça, Jane Stanwyck.
A intérprete teve seu primeiro papel principal em Burlesque (1927) que foi um sucesso de crítica e comercial. Seu produtor Arthur Hopkins mais tarde descreveu a escalação dela porque a atriz tinha "uma espécie de pungência áspera. Ela imediatamente demonstrou emoções mais sensíveis e facilmente expressas do que eu havia encontrado desde Pauline Lord". No mesmo ano, Stanwyck fez sua primeira aparição no cinema como dançarina de fãs em Broadway Nights (1927). Enquanto atuava em Burlesque ela começou um relacionamento com o ato Frank Fay e Logo após se casar em 26 de agosto de 1928, o casal se mudou para Los Angeles, onde Stanwyck esperava seguir carreira no cinema.

### Carreira cinematográfica

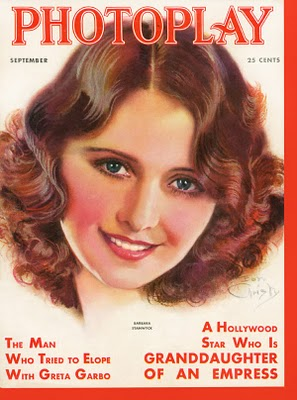
Capa na revista Photoplay

O primeiro filme sonoro de Stanwyck foi The Locked Door (1929), seguido por Mexicali Rose lançado no mesmo ano. Nenhum deles fez sucesso; no entanto, Frank Capra a escolheu para seu longa-metragem Ladies of Leisure (1930) e seu trabalho nessa produção estabeleceu uma amizade duradoura com o diretor e a levou a participações futuras em sua filmografia. Outros papéis de destaque se seguiram, entre eles como uma enfermeira que salva duas meninas do motorista vilão (Clark Gable) em Night Nurse (1931). No romance de Edna Ferber trazido às telas por William Wellman, ela retrata a professora de uma pequena cidade e valente fazendeira do Centro-Oeste, Selena em So Big! (1932) e no ano seguinte seguiu com uma performance como uma mulher ambiciosa dormindo com vários homens em seu caminho para chegar ao topo em Baby Face (1933), um controverso thriller pré-código. Em The Bitter Tea of General Yen (1933), outro polêmico filme pré-código do diretor Frank Capra, Stanwyck retrata uma cristã idealista presa durante a Guerra Civil Chinesa e sequestrada pelo senhor da guerra Nils Asther. Um fracasso na época, embora tenha recebido algumas boas avaliações da crítica, com o The New York Times o descrevendo como "[uma] coisa sombria, e é difícil imaginar outra atriz lidando com essa [...] conversão filosófica tão destemidamente quanto a Sra. Stanwyck. Ela não faz um clima pesado com isso".
Sobre sua filmografia pre-code, o crítico da San Francisco Chronicle, Mick LaSalle disse: "Se você nunca viu Stanwyck em um filme anterior ao código hays, você nunca viu Stanwyck. [O código começou a ser aplicado seriamente a partir de julho de 1934.] Nunca em sua carreira, incluindo Double Indemnity, ela foi tão durona quanto no início dos anos 1930. Ela tinha uma qualidade maravilhosa de ser incrivelmente fria e ainda assim ardentemente apaixonada. Seu cinismo era profundo e, então, sem aviso, ela explodia em gritos e soluços".

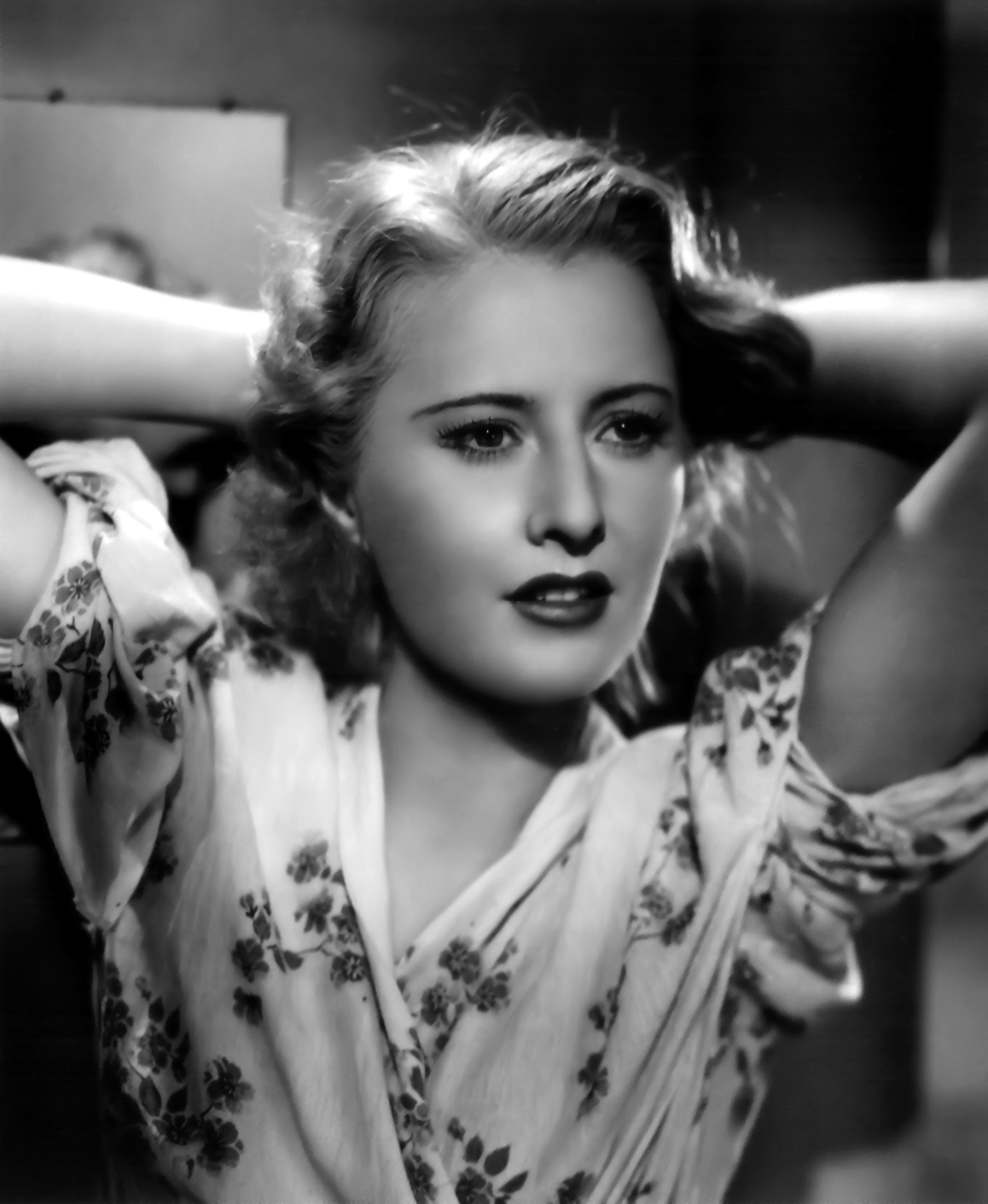
Stanwyck em seu papel indicado ao prêmio como Stella Dallas em 1937

Em Stella Dallas (1937) a atriz interpreta a personagem-título abnegada que eventualmente permite que sua filha adolescente viva uma vida melhor em outro lugar. Ela conseguiu sua primeira indicação ao Oscar de Melhor Atriz quando conseguiu retratar sua personagem como vulgar, mas simpática, como exigido pela equipe de produção. No ano de 1939, conseguiu o papel de Molly Monahan em Union Pacific com Joel McCrea e foi uma das muitas atrizes consideradas para o papel de Scarlett O'Hara em Gone with the Wind.
O ano de 1941 é um dos mais marcantes da carreira de Stanwyck visto que atuou no papel principal em quatro longa-metragens de grande sucesso. O primeiro deles sendo a de uma jornalista ambiciosa e par romântico de Gary Cooper em Meet John Doe. Na comédia romântica de Preston Sturges, As Três Noites de Eva (1941), ela interpreta uma mulher de confiança, furtiva e sofisticada que "exala uma carga erótica que endireitaria uma jiboia", enquanto se apaixona por seu alvo pretendido, um herpetologista ingênuo e rico interpretado por Henry Fonda. O crítico de cinema David Thomson descreveu a artista como "dando uma das melhores performances de comédia americanas", e foi avaliada como brilhantemente versátil em "sua dupla performance de bravura" pelo The Guardian. As Três Noites de Eva está entre os 100 melhores filmes de todos os tempos nas listas da Time e da Entertainment Weekly, e figura em #55 na lista 100 Years...100 Laughs e #26 em sua lista 100 Years...100 Passions da American Film Institute. Logo após, fez a médica independente e extremamente bem-sucedida Helen Hunt em You Belong to Me, também com Fonda. Stanwyck então interpretou a artista de boate Sugarpuss O'Shea na comédia Bola de Fogo dirigida por Howard Hawks mas com roteiro de Billy Wilder. Nesta versão lúdica do conto Branca de Neve e os Sete Anões, ela dá ao professor Bertram Potts (interpretado por Gary Cooper) uma melhor compreensão do "inglês moderno" na performance pela qual recebeu uma indicação ao Oscar de Melhor Atriz.

"Esse é o tipo de mulher capaz de fazer civilizações inteiras ruírem." -- Kathleen Howard sobre o personagem de Stanwyck em Bola de Fogo.

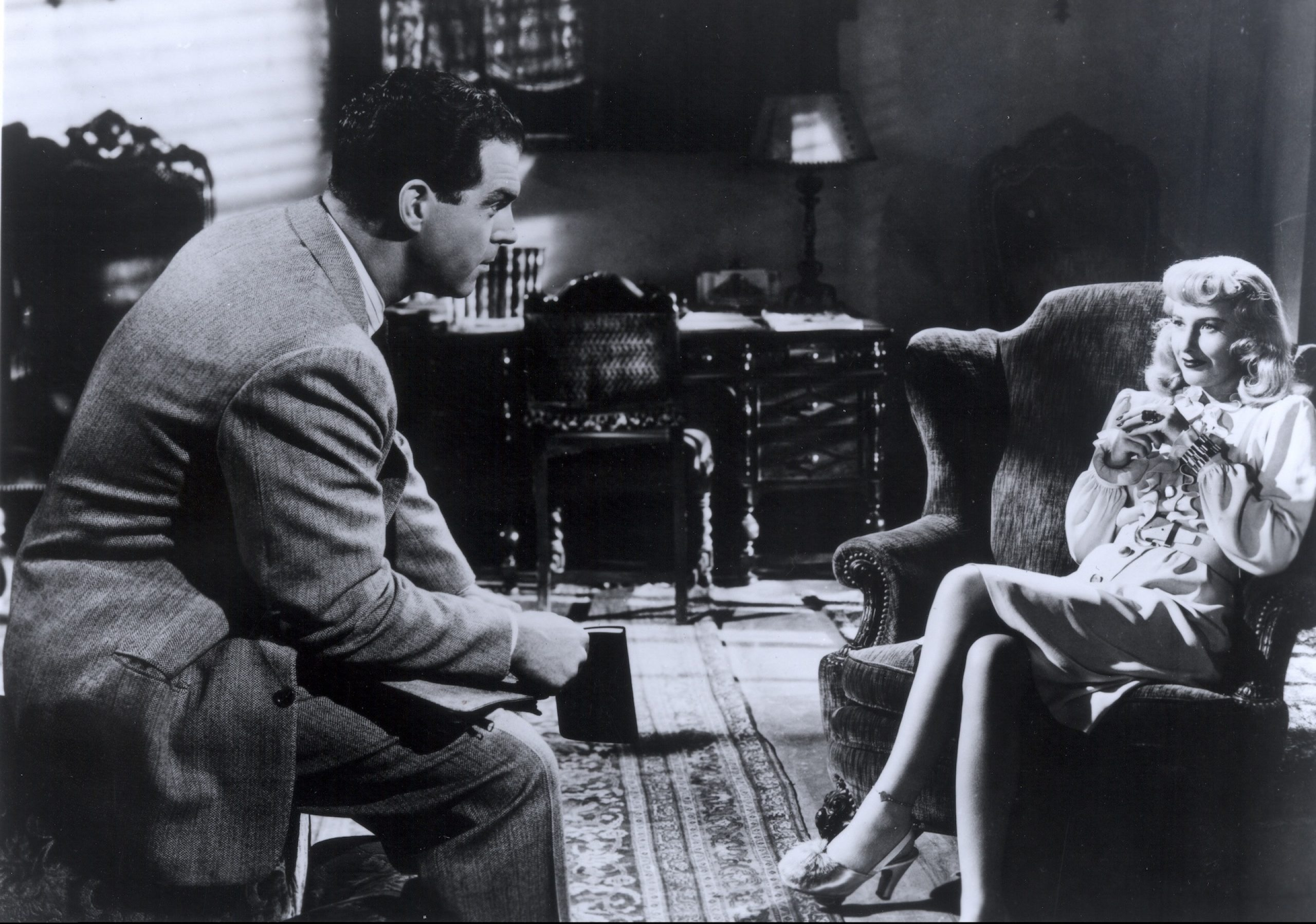
Fred MacMurray e Stanwyck no noir Double Indemnity

Em Double Indemnity (1944), o clássico filme noir dirigido por Billy Wilder, ela interpreta Phyllis Dietrichson que convence um apaixonado vendedor de seguros (Fred MacMurray) para matar seu marido. Stanwyck foi aclamada pela crítica por trazer à tona a natureza cruel da "assassina sombria e inflexível", marcando-a como a "femme fatale mais notória" do gênero. Double Indemnity é geralmente considerado um dos melhores filmes de todos os tempos, embora não tenha ganhado nenhuma de suas sete indicações ao Oscar. É o longa-metragem número 38 na lista das melhores produções cinematográficas todos os tempos na lista do American Film Institute, bem como está em 24° no compilado 100 Years...100 Thrills e classificado em 84° em sua lista 100 Years...100 Passions.
Em 1945, a intérprete protagonizou a comédia romântica Christmas in Connecticut que é atualmente considerada um dos filmes cult de natal. No ano seguinte, novamente retratou uma assassina no papel de Martha estrelando com Van Heflin e o até então estreante Kirk Douglas em The Strange Love of Martha Ivers. Para compor a pianista de concerto condenada em The Other Love (1947), ela treinava com Ania Dorfmann durante três horas por dia até que a atriz fosse capaz de sincronizar o movimento de seus braços e mãos para combinar com o tempo da música, dando uma impressão convincente ao público de que era a artista que estava tocando piano durante as cenas. A intérprete também foi a esposa vulnerável e inválida que ouve seu próprio assassinato sendo planejado em Sorry, Wrong Number (1948). Pauline Kael, crítica de cinema de longa data do The New Yorker admirou a aparência natural do estilo de atuação de Stanwyck na tela, observando que ela "parece ter uma compreensão intuitiva dos movimentos físicos fluidos que funcionam melhor na encenação". Em referência ao trabalho cinematográfico da atriz durante o início da era sonora, Kael observou que o "sentimentalismo dos primeiros filmes falados [...] apenas enfatiza o notável modernismo de Stanwyck".
Stanwyck era conhecida por sua acessibilidade e gentileza com a equipe de bastidores em qualquer set de filmagem. Ela sabia os nomes de muitas de suas esposas e filhos. Frank Capra disse sobre a intérprete: "Ela estava destinada a ser amada por todos os diretores, atores, equipes e figurantes. Em um concurso de popularidade de Hollywood, ela ganharia o primeiro prêmio, sem dúvida". Enquanto trabalhava em Cattle Queen of Montana de 1954 (também estrelado por Ronald Reagan) em locações no Parque Nacional Glacier a atriz realizou algumas de suas próprias acrobacias, incluindo um mergulho no lago gelado. Aos 50 anos, a intérprete praticou uma acrobacia extremamente difícil em Forty Guns (1957). A cena exigia que sua personagem caísse e fosse arrastada por um cavalo, e era tão perigosa que a dublê profissional do filme se recusou a realizá-la. Mais tarde, ela foi nomeada membro honorário do Hall da Fama dos Dublês de Hollywood.
William Holden e Stanwyck tornaram-se grandes amigos, e quando eles estavam apresentando o Oscar de Melhor Som de 1977, ele fez uma pausa para prestar uma homenagem especial a ela por salvar sua carreira quando Holden foi escalado para o papel principal em Golden Boy (1939). Depois de uma série de performances diárias instáveis, o ator estava prestes a ser demitido, mas a intérprete o defendeu firmemente, enfrentando com sucesso os produtores do filme. Pouco depois da morte de Holden, Stanwyck relembrou o momento ao receber seu Oscar honorário: "Alguns anos atrás, eu estava neste palco com William Holden como apresentador. Eu o amava muito e sinto falta dele. Ele sempre desejou que eu ganhasse um Oscar. E então, esta noite, meu menino de ouro, seu desejo foi realizado".

### Carreira na televisão

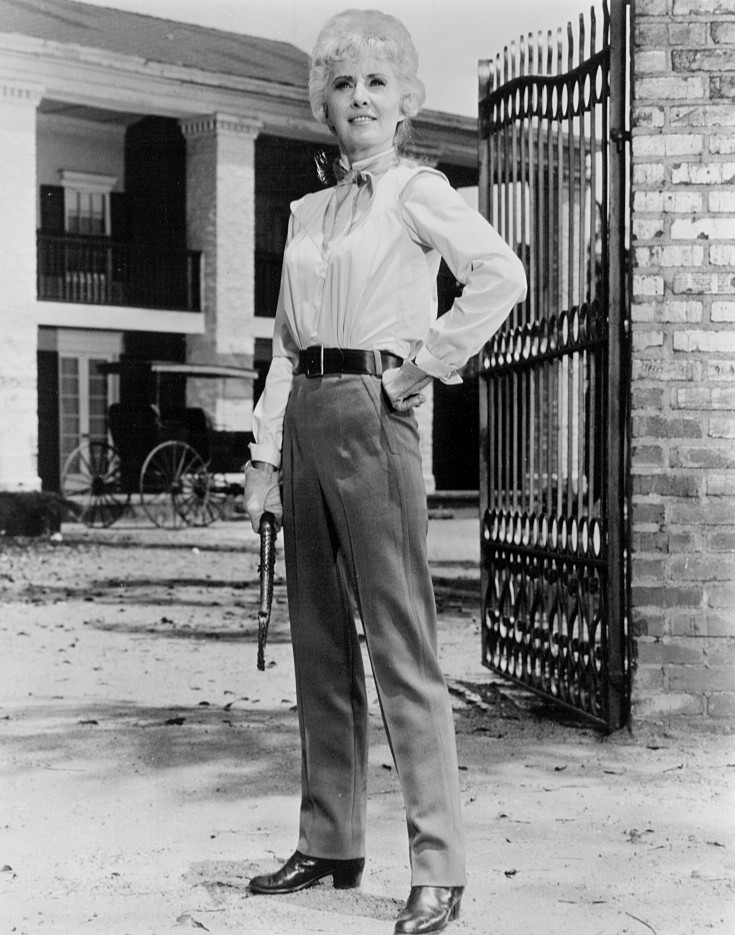
Stanwyck como a matriarca Victoria Barkley em The Big Valley

Como a carreira cinematográfica de Stanwyck declinou durante a década de 1950, ela se mudou para a televisão. Em 1958, estrelou como convidada em "Trail to Nowhere", um episódio da série de antologia de faroeste Dick Powell's Zane Grey Theatre interpretando uma esposa que mata um homem para vingar seu marido. Em 1961, ela apresentou uma série dramática de antologia intitulada The Barbara Stanwyck Show, que não foi um sucesso de audiência durando apenas 36 episódios, mas lhe rendeu um prêmio Emmy. Durante este período, a atriz também estrelou como convidada em outras séries de televisão, como The Untouchables e quatro episódios de Wagon Train. Voltou ao cinema em 1964, no filme Roustabout, de Elvis Presley no qual interpreta uma dona de parque de diversões.
A série de televisão western The Big Valley, que foi transmitida pela ABC de 1965 a 1969, fez de Stanwyck uma das atrizes mais populares da televisão, ganhando outro Emmy com seu papel de Victoria, a matriarca viúva da rica família Barkley. Em 1983, ganhou seu terceiro Emmy pela minissérie The Thorn Birds. 1985, ela fez três participações especiais na novela do horário nobre Dynasty antes do lançamento de sua curta série spin-off The Colbys, na qual atuou ao lado de Charlton Heston, Stephanie Beacham e Katharine Ross. Insatisfeita com a experiência, a intérprete permaneceu na série apenas na primeira temporada. Existe rumores de que inicialmente o ex-produtor de  The Waltons, Earl Hamner Jr. queria Stanwyck para ser a Angela Channing da novela Falcon Crest, e ela recusou, com o papel indo para sua amiga Jane Wyman, mas Hamner garantiu a Wyman que era apenas um boato.

## Vida pessoal

### Casamentos e relacionamentos

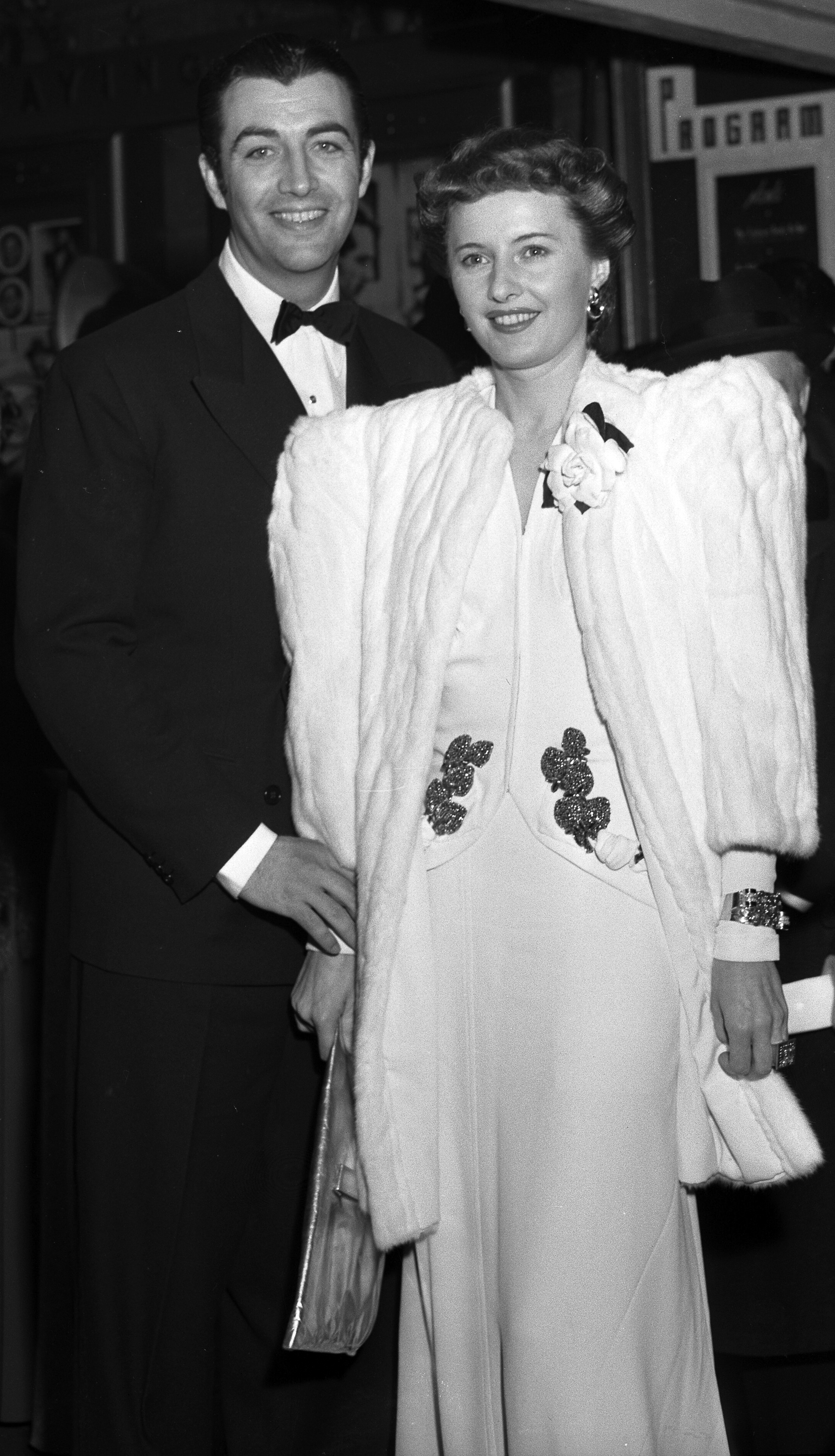
com Robert Taylor em 1941

Enquanto atuava em The Noose (1928) relatos afirmam que Stanwyck teria se apaixonado por seu colega de elenco casado, Rex Cherryman. Quando Cherryman adoeceu no início de 1928, seu médico o aconselhou a fazer uma viagem marítima, então Cherryman partiu para Le Havre com a intenção de continuar para Paris, onde a atriz e ele haviam combinado de se encontrar. Enquanto estava no mar, o astro contraiu envenenamento séptico e morreu logo após chegar à França, aos 31 anos.
Em 26 de agosto de 1928, Stanwyck se casou com seu colega de elenco de Burlesque, Frank Fay. Fay e ela mais tarde alegaram que não gostavam um do outro no início, mas se tornaram próximos após a morte de Cherryman. Fay era católico, então Stanwyck se converteu para o catolicismo antes do casamento. Ela teria sido incapaz de ter filhos, e um biógrafo alega que a causa de sua infertilidade foi um aborto malsucedido aos 15 anos que resultou em sequelas. Depois de se mudar para Hollywood, o casal adotou um menino de 10 meses em 5 de dezembro de 1932. Eles o chamaram de Dion, mais tarde alterando o nome para Anthony Dion, apelidado de Tony. O casamento foi problemático; a carreira de sucesso de Fay na Broadway não se converteu para o cinema, enquanto a atriz alcançou o estrelato em Hollywood. O cônjuge quando estava embriagado costumava agredi-lá. Alguns afirmam que o relacionamento deles serviu de base para o filme A Star Is Born (1937) de William Wellman estrelado por Janet Gaynor e Fredric March. O casal se divorciou em 30 de dezembro de 1935 e Stanwyck ganhou a custódia de seu filho, a quem ela criou de forma rígida. Isto levou ao afastamento de ambos um contra o outro,  encontrando-se apenas algumas vezes depois que ele se tornou adulto, a qual morreu em 2006. Richard Corliss escreveu que a criança "se parecia com ela em apenas um aspecto: ambos eram, efetivamente, órfãos".
Em 1936, enquanto atuava em His Brother's Wife (1936), Stanwyck se envolveu romanticamente com Robert Taylor.  O casal começou a viver junto, gerando reportagens nos tablóides. A atriz hesitou em se casar novamente após o fracasso de seu primeiro casamento, mas a cerimônia em 1939 foi arranjado com a ajuda do estúdio de Taylor, Metro-Goldwyn-Mayer, uma prática comum na era de ouro de Hollywood. Louis B. Mayer insistiu que os artistas deveriam casarse e chegou a ajudar na cerimônia. Eles desfrutaram de tempo juntos ao ar livre durante os primeiros anos de seu casamento e possuíam hectares de propriedade nobre em West Los Angeles. Seu grande rancho e casa na seção Mandeville Canyon de Brentwood, ainda é referido pelos moradores locais como "o antigo rancho Robert Taylor".
Stanwyck e Taylor decidiram em 1950 se divorciar, e por insistência dele, ela procedeu com o arquivamento oficial dos papéis. Existem muitos rumores sobre a causa da separação mas depois da Segunda Guerra Mundial, o ator tentou criar uma vida longe da indústria do entretenimento, e a atriz não compartilhava desse objetivo. Taylor supostamente teve casos extra conjugais, e rumores infundados sugeriram que Stanwyck também teve. Após o divórcio, eles permaneceram amigos e atuaram juntos no último longa-metragem dela The Night Walker (1964). De acordo com sua amiga e co-estrela de Big Valley, Linda Evans, Stanwyck citou Taylor como o amor de sua vida. Ela levou sua morte em 1969 muito a sério e fez uma longa pausa no trabalho no cinema e na televisão.
Stanwyck foi uma das atrizes mais queridas de Hollywood e manteve amizades com muitos de seus colegas atores (assim como membros da equipe de seus filmes e programas de TV), incluindo Joel McCrea e sua esposa Frances Dee, George Brent, Robert Preston, Henry Fonda (que tinha um interesse romântico nela), James Stewart, Linda Evans, Joan Crawford, Jack Benny e sua esposa Mary Livingstone, William Holden, Gary Cooper e Fred MacMurray. Durante as filmagens de To Please a Lady (1950), Stanwyck se recusou a deixar sua empregada afro-americana Harriet Coray em um hotel segregado e insistiu que Harriet ficasse no mesma locação que ela. Depois de muita pressão de Stanwyck, Coray foi autorizado a ficar no melhor hotel de Indianápolis com o restante do elenco e da equipe.
Stanwyck, aos 45 anos, teve um caso romântico de quatro anos com o ator Robert Wagner, de 22 anos, que começou no set de Titanic (1953) antes dela concluir o processo de separação com Robert Taylor. O caso é descrito nas memórias de Wagner de 2008, Pieces of My Heart.

### Ideologia política
Republicana conservadora, Stanwyck se opôs à presidência de Franklin D. Roosevelt. Ela achava que se alguém de sua origem desfavorecida tivesse alcançado o sucesso, outros deveriam ser capazes de prosperar sem a intervenção ou assistência do governo. A atriz foi um dos primeiros membros da Motion Picture Alliance for the Preservation of American Ideals (MPA) após sua fundação em 1944. A missão deste grupo era "combater [...] métodos subversivos [usados na indústria] para minar e mudar o modo de vida americano". Abertamente criticou às "influências comunistas" em Hollywood. Ela apoiou publicamente as investigações do Comitê de Atividades Antiamericanas da Câmara, e seu marido, Robert Taylor, apoiou. Stanwyck votou em Thomas E. Dewey nas eleições presidenciais dos Estados Unidos de 1944 e 1948.
Fã da autora objetivista Ayn Rand, Stanwyck convenceu o chefe da Warner Bros., Jack L. Warner, a comprar os direitos de The Fountainhead antes que se tornasse um best-seller, e ela escreveu a Rand sobre sua admiração por Atlas Shrugged.

### Religião
Stanwyck era originalmente protestante e foi batizada em junho de 1916 pelo reverendo J. Frederic Berg da Igreja Reformada Protestante Holandesa. Ela se converteu ao catolicismo romano quando se casou com seu primeiro marido, Frank Fay, mas não parece ter permanecido como adepta após o fim do casamento.

### Irmão
O irmão mais velho dela, Malcolm Byron Stevens (1905–1964) também virou ator, usando o nome artístico de Bert Stevens. Ele apareceu principalmente em papéis coadjuvantes, muitas vezes sem créditos incluindo em dois filmes estrelados por Stanwyck: The File on Thelma Jordon e No Man of Her Own, ambos lançados em 1950. Malcolm atuou mais na televisão como em dois episódios de Alfred Hitchcock Presents:  "O Youth and Beauty!" (sexta temporada, episódio oito (1960): como membro do clube não creditado) e "Burglar Proof" (sétima temporada, episódio 21 (1962) num papel não-creditado). O ator também apareceu em um episódio de The Alfred Hitchcock Hour: (segunda temporada, episódio 25 (1964): "The Ordeal of Mrs. Snow" como Carl the Butler não creditado).

## Últimos anos e Morte
Em 1981, em sua casa na exclusiva seção Trousdale de Beverly Hills, ela foi acordada durante a noite por um intruso que a atingiu na cabeça com sua lanterna, a forçou a entrar em um armário e fugiu com US$ 40.000 em joias. Em 1982, durante as filmagens de The Thorn Birds, Stanwyck inalou fumaça de efeitos especiais no set, o que pode ter causado bronquite, agravada pelo hábito de fumar cigarros. A atriz começou a fumar aos nove anos e parou apenas quatro anos antes de sua morte.
Stanwyck morreu em 20 de janeiro de 1990, aos 82 anos, de insuficiência cardíaca congestiva e doença pulmonar obstrutiva crônica no Saint John's Health Center em Santa Monica, Califórnia. Ela havia indicado que não queria nenhum serviço funerário. De acordo com seus desejos, seus restos mortais foram cremados e as cinzas espalhadas de um helicóptero sobre Lone Pine onde foi filmado alguns de seus filmes de faroeste.

## Prêmios e indicações
| Ano  | Associação                                                         | Categoria                                | produção                  | Resultado | Ref.    |
| ---- | ------------------------------------------------------------------ | ---------------------------------------- | ------------------------- | --------- | ------- |
| 1938 | Óscar                                                              | melhor atriz                             | Stella Dallas             | Indicado  | [ 107 ] |
| 1942 | Óscar                                                              | melhor atriz                             | Ball of Fire              | Indicado  | [ 107 ] |
| 1945 | Óscar                                                              | melhor atriz                             | Double Indemnity          | Indicado  | [ 107 ] |
| 1949 | Óscar                                                              | melhor atriz                             | Sorry, Wrong Number       | Indicado  | [ 107 ] |
| 1982 | Óscar                                                              | Oscar Honorário                          |                           | Venceu    | [ 108 ] |
| 1961 | Primetime Emmy Award                                               | melhor atriz em série ou telefilme       | The Barbara Stanwyck Show | Venceu    | [ 109 ] |
| 1966 | Primetime Emmy Award                                               | melhor atriz em série dramática          | The Big Valley            | Venceu    | [ 109 ] |
| 1967 | Primetime Emmy Award                                               | melhor atriz em série dramática          | The Big Valley            | Indicado  | [ 109 ] |
| 1968 | Primetime Emmy Award                                               | melhor atriz em série dramática          | The Big Valley            | Indicado  | [ 109 ] |
| 1983 | Primetime Emmy Award                                               | melhor atriz em minissérie ou telefilme  | The Thorn Birds           | Venceu    | [ 108 ] |
| 1966 | Golden Globe Awards                                                | melhor atriz em série dramática          | The Big Valley            | Indicado  | [ 110 ] |
| 1967 | Golden Globe Awards                                                | melhor atriz em série dramática          | The Big Valley            | Indicado  | [ 110 ] |
| 1968 | Golden Globe Awards                                                | melhor atriz em série dramática          | The Big Valley            | Indicado  | [ 110 ] |
| 1984 | Golden Globe Awards                                                | melhor atriz coadjuvante em televisão    | The Thorn Birds           | Venceu    | [ 110 ] |
| 1986 | Golden Globe Awards                                                | Cecil B. DeMille Award                   |                           | Honraria  | [ 110 ] |
| 1960 | Hollywood Walk of Fame                                             | Motion Pictures, 1751 Vine Street        |                           | Honraria  | [ 111 ] |
| 1967 | Screen Actors Guild                                                | Life Achievement                         |                           | Honraria  | [ 112 ] |
| 1973 | Hall of Great Western Performers Cowboy Hall of Fame Oklahoma City | Artista com prêmio pelo conjunto da obra |                           | Honraria  | [ 113 ] |
| 1981 | Film Society of Lincoln Center Gala Tribute                        |                                          |                           | Honraria  | [ 107 ] |
| 1981 | Los Angeles Film Critics Association                               | Arquivamento de filmografia              |                           | Honraria  | [ 108 ] |
| 1987 | American Film Institute                                            | Life Achievement                         |                           | Honraria  | [ 114 ] |